# マダム・メドラー おせっかいは幸せの始まり
『マダム・メドラー おせっかいは幸せの始まり』（マダムメドラー おせっかいはしあわせのはじまり、The Meddler）は2015年のアメリカ合衆国のドラマ映画。監督はローリーン・スカファリア、主演はスーザン・サランドンが務めた。本作は日本国内で劇場公開されなかったが、2016年12月7日にDVDが発売された。

## ストーリー
夫に先立たれてからというもの、マーニーは孤独な日々を送っていた。そんなある日、娘のロリがロサンゼルスに引っ越してきた。マーニーはこれ幸いとロリの家に転がり込み、生活を立て直すことにした。マーニーは全くの善意からロリの生活にアドバイスをしたが、ロリにとっては口うるさいものでしかなかった。そうこうしているうちに、マーニーは自分の助けを欲している人が世の中に多くいることを知り、彼/彼女らを助けようとするのだった。

## キャスト
※括弧内は日本語吹替
- マーニー・ミネルヴィーニ: スーザン・サランドン（高島雅羅）
- ロリ・ミネルヴィーニ: ローズ・バーン（甲斐田裕子）
- ランドール・ジッパー: J・K・シモンズ（世古陽丸）
- フレディ: ジェロッド・カーマイケル（竹内栄治）
- ジリアン: セシリー・ストロング（白石涼子）
- エミリー: ルーシー・パンチ
- マーク: マイケル・マッキーン
- ジェイコブ: ジェイソン・リッター
- エレイン: サラ・ベイカー
- トリッシュ: ケイシー・ウィルソン
- ダイアン: エイミー・ランデッカー
- ベン: ビリー・マグヌッセン
- エリーゼ: メガリン・エキカンウォーク
- ダニ: レベッカ・ドリスデール
- リー: ランドール・パーク
- テレビドラマに出てくる父親: ハリー・ハムリン
- テレビドラマに出てくる母親: ローラ・サン・ジャコモ
- テレビドラマに出てくる娘: シリ・アップルビー

## 製作
2015年3月6日、ローリーン・スカファリア監督の新作映画にスーザン・サランドン、ローズ・バーン、J・K・シモンズが出演することになったと報じられた。8月20日、ジョナサン・サッドフが本作で使用される楽曲を手掛けることになったとの報道があった。

## 公開・マーケティング
2015年8月25日、ソニー・ピクチャーズ・クラシックスが本作の全米配給権を獲得したと報じられた。9月14日、本作は第40回トロント国際映画祭でプレミア上映された。2016年3月4日、本作のオフィシャル・トレイラーが公開された。

## 評価
本作は批評家から好意的に評価されている。映画批評集積サイトのRotten Tomatoesには143件のレビューがあり、批評家支持率は85%、平均点は10点満点で6.96点となっている。サイト側による批評家の見解の要約は「『マダム・メドラー おせっかいは幸せの始まり』はその気取ったタイトルとどこかで見たことがある設定を乗り越え、家族の心の動きをありのままに描き出している。その質はスーザン・サランドンの名演技のお陰で高められている。」となっている。また、Metacriticには36件のレビューがあり、加重平均値は68/100となっている。